# Династија Сауд
Династија Сауд (арап. آل سعود), такође позната као Ел Сауд, владајућа је краљевска породица у Саудијској Арабији и једна од најбогатијих и најмоћнијих династија у свету. Састоји се од више хиљада чланова. Њу сачињавају потомци Мухамеда ибн Сауда и његове браће, мада владајућу фракцију породице углавном предводе потомци Абдулазиза ибн Абдула Рахмана ал Сауда. Династија Сауд се залаже за Салафизам ислам и уједињење Арабије.
Најутицајнији члан династије је краљ Саудијске Арабије. Редослед наслеђивања саудијског престола није по линији отац—син, већ по линији брат—брат за синове краља Абдулазиза. Процењује се да породицу чини 7.000 чланова. Највећи део власти држи око 200 потомака краља Абдулазиза.
Династија ел Сауда је прошла кроз три фазе: Прва саудијска држава, Друга саудијска држава, и модерна Саудијска Арабија. Прва саудијска држава је означила ширење вехабизма ислама. Другу саудијску државу су потресали стални унутрашњи сукоби. Модерна Саудијска Арабија је највећа и има велики утицај на Блиском истоку. Династија ел Сауда је имала сукобе са Османским царством, са Шериф од Меке као и са династијом Ел Рашид из Хаила.